# Champ Car Series 1980
De Champ Car Series 1980 was het tweede CART kampioenschap dat gehouden werd tussen 1979 en 2007. Het werd gewonnen door Johnny Rutherford. Hij won ook de race op het circuit van Indianapolis.

## Races
|    | Datum        | Circuit                         | Winnaar           | Tweede            | Derde             | Pole position     |
| 1  | 13 april     | Ontario Motor Speedway          | Johnny Rutherford | Tom Sneva         | Gordon Johncock   | Johnny Rutherford |
| 2  | 26 mei       | Indianapolis Motor Speedway     | Johnny Rutherford | Tom Sneva         | Gary Bettenhausen | Johnny Rutherford |
| 3  | 8 juni       | Milwaukee Mile                  | Bobby Unser       | Johnny Rutherford | Gordon Johncock   | Gordon Johncock   |
| 4  | 22 juni      | Pocono Raceway                  | Bobby Unser       | Johnny Rutherford | Tom Sneva         | Bobby Unser       |
| 5  | 13 juli      | Mid-Ohio Sports Car Course      | Johnny Rutherford | Gordon Johncock   | Bill Alsup        | Al Unser Sr.      |
| 6  | 20 juli      | Michigan International Speedway | Johnny Rutherford | Bobby Unser       | Pancho Carter     | Bobby Unser       |
| 7  | 3 augustus   | Watkins Glen                    | Bobby Unser       | Rick Mears        | Danny Ongais      | Al Unser Sr.      |
| 8  | 10 augustus  | Milwaukee Mile                  | Johnny Rutherford | Rick Mears        | Bobby Unser       | Johnny Rutherford |
| 9  | 31 augustus  | Ontario Motor Speedway          | Bobby Unser       | Johnny Rutherford | Rick Mears        | Bobby Unser       |
| 10 | 20 september | Michigan International Speedway | Mario Andretti    | Bobby Unser       | Rick Mears        | Mario Andretti    |
| 11 | 26 oktober   | Autódromo Hermanos Rodríguez    | Rick Mears        | Bobby Unser       | Al Unser Sr.      | Bobby Unser       |
| 12 | 8 november   | Phoenix International Raceway   | Tom Sneva         | Mario Andretti    | Gary Bettenhausen | Mario Andretti    |

## Eindrangschikking (Top 10)
| Rank | Rijder            | Ptn  |
| ---- | ----------------- | ---- |
| 1.   | Johnny Rutherford | 4723 |
| 2.   | Bobby Unser       | 3714 |
| 3.   | Tom Sneva         | 2930 |
| 4.   | Rick Mears        | 2866 |
| 5.   | Pancho Carter     | 1855 |
| 6.   | Gordon Johncock   | 1572 |
| 7.   | Bill Alsup        | 1214 |
| 8.   | Al Unser Sr.      | 1153 |
| 9.   | Gary Bettenhausen | 1057 |
| 10.  | Vern Schuppan     | 806  |

1979 · 
1980 ·
1981 ·
1982 ·
1983 ·
1984 ·
1985 ·
1986 ·
1987 ·
1988 ·
1989 ·
1990 ·
1991 ·
1992 ·
1993 ·
1994 ·
1995 ·
1996 ·
1997 ·
1998 ·
1999 ·
2000 ·
2001 ·
2002 ·
2003 ·
2004 ·
2005 ·
2006 ·
2007